# Reginar de Lorena
Reginar I (supranumit cu Gâtul Lung) (n. cca. 850 – d. 915, Meerssen) a fost duce de Lorena de la 910 până la moarte. El a fost strămoșul Reginarizilor, o importantă familie lotharingiană.
Reginar a fost fiul lui Gilbert, conte de Maasgau, cu o fiică a împăratului Lothar I, al cărei nume nu este cunoscut (Hiltruda, Bertha, Irmgard sau Gisela).
El a succedat tatălui său în Maasgau și a fost abate laic de Echternach între 897 și 915, de Maastricht începând de dinainte de mai 898, ca și de Stavelot și Malmedy între 900 și 902.
Reginar a fost conte de Mons atunci când, în 870 el și episcopul Franco de Liège, au condus o armată împotriva vikingilor în Walacria (în Zeelanda). Puțin mai târziu, în calitate de duce de Hesbaye și conte de Hainaut, a condus alături de Radbold o armată de frizoni împotriva forțelor de normanzi ale lui Rollo, însă a fost nevoit să bată în retragere în fortărețele sale.
În capitulariul de la Quierzy din 877, Reginar apare alături de tatăl său ca fiind unul dintre regenții regali în timup, absenței lui Carol cel Pleșuv, plecat în campanie în Italia. Un anume Reginar apare ca fiind prezent la asediul asupra Parisului în 886, însă este posibil să fie vorba de un unchi sau un nepot al său omonim, numele de "Reginar" sau "Reginhar" (Régnier, Rainier) fiind extrem de comun în această familie.
Reginar a fost inițial un sprijinitor al lui Zwentibold în 895, însă a rupt relațiile în 898, după ce acesta din urmă a devenit rege. El și alți magnați care constituiseră baza pentru alegerea lui Zwentibold cu trei ani mai devreme, au profitat de ocazia ivită de moartea lui Odo al Franciei occidentale, pentru a-l invita pe Carol cel Simplu să devină rege în Lotharingia. Pământurile sale au fost confiscate, însă el a refuzat să le abandoneze și s-a baricadat la Durfost, în aval de Maastricht. Reprezentanții lui Carol, Zwentibold și ai împăratului Arnulf s-au întâlnit la Sankt Goar și au decis ca succesiunea să treacă asupra lui Ludovic Copilul. Zwentibold a fost ucis de către rebeli într-o bătălie din august 900.
La început, noul rege Ludovic a părut să fie adversar față de Reginar, atunci când l-a numit pe Gebhard ca reprezentant al său în Lotharingia, însă cei doi nu s-au aflat niciodată în stare de război unul împotriva celuilalt. În 908, Reginar a recuperat Hainaut după moartea contelui Sigard. Apoi, după moartea lui Gebhard din 910, într-o bătălie împotriva maghiarilor, Reginar a apărut ca succesor al acestuia. El s-a aflat în fruntea magnaților care s-au opus lui Conrad I al Germaniei și care l-au ales pe Carol cel Simplu ca rege. Lui Reginar i s-a acordat titlul de margraf (marchio) de către Carol în 915. El nu a figurat niciodată sub titulatura de duce de Lorena, însă a fost în mod categoric comandantul militar al regiunii în timpul domniei lui Carol cel Simplu. Reginar a fost succedat în Lotharingia de către fiul său Gilbert; cu toate acestea, Reginarizii nu au reușist să își impună supremația în Lotharingia așa cum au făcut Liudolfingii sau Luitpoldingii în ducatele de Saxonia și Bavaria.

## Familia
Împreună cu soția sa Hersinda (sau Alberada), care a murit înaintea lui, Reginar a avut următorii copii:
- Gilbert, succesor în Lotharingia
- Reginar, succesor în Comitatul Hainaut ca Reginar al II-lea
- Balderic, episcop de Utrecht
- Frederic, arhiepiscop de Mainz
- o fiică, măritată cu contele Berengar de Namur